# Silly-le-Long
Silly-le-Long è un comune francese di 1 158 abitanti situato nel dipartimento dell'Oise della regione dell'Alta Francia.

## Società

### Evoluzione demografica
Abitanti censiti